# ماركوس ويلكينز
ماركوس ويلكينز (بالإنجليزية: Marcus Wilkins)‏ هو لاعب كرة قدم أمريكية أمريكي، ولد في 2 يناير 1980 في أوستن في الولايات المتحدة.

## وصلات خارجية
- ماركوس ويلكينز على موقع مرجع كرة القدم المحترفة.كوم (الإنجليزية)